# Sanogo Aminata Mallé
Pour les articles homonymes, voir Mallé.
Sanogo Aminata Mallé, née en 1957 à M'Pessoba, est une femme politique et magistrate malienne.
Médiateur de la république du Mali et ministre de la justice et des droits de l'homme, Garde des sceaux de 2015 à 2016.

## Biographie
Sanogo Aminata Mallé obtient une maîtrise en sciences juridiques en 1980 à l'université de Dakar et un diplôme de magistrat au Centre national de formation des magistrats de Bamako en 1983.
Elle travaille d'abord au service contentieux du Secrétariat général du Gouvernement avant d'être juge d'instruction à Bamako de 1983 à 1991.  Elle devient ensuite présidente de la Section détachée du Tribunal de première instance de la Commune IV du district de Bamako de 1992 à 1994, présidente du Tribunal de Commerce de Bamako de 1994 à 2000 et présidente du Tribunal de première instance de la Commune III du district de Bamako d'octobre 2000 à janvier 2001.  
En 2011, elle devient juge-conseiller à la Cour de Justice de la CEDEAO avant d'en être présidente de janvier 2007 à février 2009. En août 2010, elle devient conseillère technique à la Primature. Elle est ministre de la Justice et des Droits de l'Homme, Garde des Sceaux, du 24 septembre 2015 au 7 juillet 2016 au sein du gouvernement Modibo Keïta. Elle devient secrétaire général du gouvernement le 9 janvier 2017.
Le 13 octobre 2020, madame Sanogo Aminata Mallé est nommée médiateur de la république.

## Prix et reconnaissance
- Commandeur de l’Ordre national du Mali,
- Commandeur de l’Ordre du mérite français
- Ambassadrice de la Paix de Universal Peace Federation du Nigéria